# Национальный дворец (Санто-Доминго)
Национальный дворец (исп. Palacio Nacional) служит официальной резиденцией глав исполнительной власти Доминиканской Республики (президента и вице-президента) и находится в столице страны Санто-Доминго. Здание возведено в неоклассическом стиле итальянским архитектором Гвидо Д’Алессандро в период диктатуры Рафаэля Трухильо. Строительные работы начались 27 февраля 1944 года, в день столетия со времени провозглашения независимости Доминиканской Республики от Гаити в 1844 году. Открытие дворца состоялось 16 августа 1947 года.
Стоимость строительства дворца, занимающего территорию в 18 000 м², составила 5 миллионов песо, что было по тем временам огромной суммой.  Здание дворца располагается на месте бывшего Президентского особняка (исп. Mansión Presidencial), возведённого во время оккупации страны войсками США в 1916-1924 годах.
В здании 3 этажа, на первом находятся служебные помещения. На втором этаже расположены церемониальный вестибюль, кабинеты президента и вице-президента и комната для приёма посетителей. На третьем этаже располагаются: Зал послов, Зал кариатид, Зелёная комната, Комната из красного дерева и личные покои президента.
Купол, опирающийся на барабан с окнами, составляет 34 метра в высоту и 18 метров в диаметре. Внутри здания купол поддерживают 18 колонн. Большая часть мрамора, использованного при строительстве дворца, была добыта в местных карьерах в Самане и Кабальеро. Комплекс Национального дворца включает в себя также «президентскую» Часовню Святого Рафаила Архангела, выдержанную в архитектурном стиле дворца.